# Caesars
A Caesars egy svéd alternatív rockegyüttes. Svédországban eredetileg Caesars Palace volt a nevük, míg Skandinávia többi részén Twelve Caesars-ként vándoroltak be a köztudatba. A "Jerk It Out" számuknak köszönhetően világszerte elismertté váltak, amely több helyen felbukkant, többek között egy 2005-ös iPod majd, egy 2009 -es (Renault) reklámban, majd több számítógépes játékban is (SSX3, FIFA Football 2004, LMA Manager 2005, Dance Dance Revolution SuperNova). A számot megtalálhatjuk a 39 Minutes of Bliss (In an Otherwise Meaningless World), Paper Tigers, és a Love For The Streets albumokon.
Svéd Grammy-díjakat nyertek legjobb album és legjobb új előadó néven.

## Diszkográfia
Albumok
1998. december 8. - Youth Is Wasted On The Young (Twelve Caesars)

2000. - Cherry Kicks (Caesars Palace) (Aranylemez Svédországban)

2002. - Love For The Streets (Caesars Palace) (Aranylemez Svédországban)

2003. április 22. - 39 Minutes of Bliss (In an Otherwise Meaningless World)

2005. április 26. - Paper Tigers

2008. március 5. - Strawberry Weed
Kislemezek
1995 - Shake It / Odd Job / Born Cool

1996 - Rock De Puta Mierda / Phenobarbital / 3D-TV / Automatic / Crap-thinker / This Man, This Monster / Pupo Diavolo / You're My Favorurite

1998 - Kick You Out

1998 - Sort It Out

2000 - From the Bughouse / Punkrocker / Love Bubble

2000 - Crackin' Up

2000 - Fun 'n' Games

2000 - Only You

2002 - Jerk It Out / Out Of My Hands / She's A Planet

2002 - Over 'fore It Started / Sparky

2002 - Candy Kane / Artificial Gravity

2002 - Get off my cloud / Bound and dominated

2003 - "Jerk It Out", 2003. április 7-én megjelent, majd 2005 április 18-án kiadták újra

2005 - Jerk It Out / Up All Night

2005 - Jerk It Out (Jason Nevins Remix Edit) / Jerk It Out (Jason Nevins Extended Remix) / Jerk It Out (Jason Nevins "Rack Da Club" Remix) / Jerk It Out (Jason Nevins "Jerk It Harder" Remix) / Jerk It Out (Jason Nevins Remix Edit Instrumental)

2005 - We Got to Leave / Longer We Stay Together

2005 - Paper Tigers / Up All Night

2005 - It's Not the Fall That Hurts

2007 - No tomorrow / Every Road Leads To Home

2008 - Boo Boo Goo Goo